# Rutube
Rutube – rosyjska platforma strumieniowa, umożliwiająca udostępnianie i oglądanie treści wideo. Została założona w 2006 roku. 
W 2008 roku właścicielem serwisu stało się przedsiębiorstwo Gazprom-Media. W ciągu miesiąca portal odnotowuje ponad 10–15 mln wizyt (stan na 2020 rok). W rankingu Alexa był notowany globalnie na miejscu: 629 (maj 2018), w Rosji: 34 (maj 2018).